# Tropidion aurulentum
Tropidion aurulentum là một loài bọ cánh cứng trong họ Cerambycidae.